# Brodie Chapman
Brodie Chapman (Melbourne, 9 april 1991) is een Australische wielrenster. In 2018 en 2019 reed ze voor de Amerikaanse wielerploeg Team Tibco, van 2020-2022 voor het Franse FDJ Nouvelle-Aquitaine Futuroscope, in 2023 voor het Amerikaanse team Trek-Segafredo dat in 2024 verder ging als Lidl-Trek. Vanaf 2025 rijdt ze bij UAE Team ADQ.

## Carrière
In januari 2018 reed Chapman namens de nationale selectie de eerste vrouweneditie van de Herald Sun Tour. Ze wist de eerste etappe solo te winnen door Annemiek van Vleuten voor te blijven. In de afsluitende tijdrit behield ze genoeg voorsprong op ritwinnares Van Vleuten en schreef zo ook het eindklassement op haar naam. In februari maakte ze haar profdebuut bij het Amerikaanse Team Tibco. In mei 2019 won ze de eerste en laatste etappe van de Ronde van de Gila. In de tijdrit werd ze tweede achter Chloé Dygert, maar in het eindklassement behield Chapman genoeg voorsprong op de Amerikaanse. In juli won ze solo de tweede etappe van de Tsjechische rittenkoers Tour de Feminin - O cenu Českého Švýcarska met ruim een halve minuut voorsprong op het peloton. In de Colorado Classic werd ze tweede - op ruim twee en een halve minuut - achter Dygert, die alle vier de etappes en derhalve alle klassementen won. Eind 2019 maakte ze bekend over te stappen naar het Franse FDJ Nouvelle-Aquitaine Futuroscope.

## Palmares

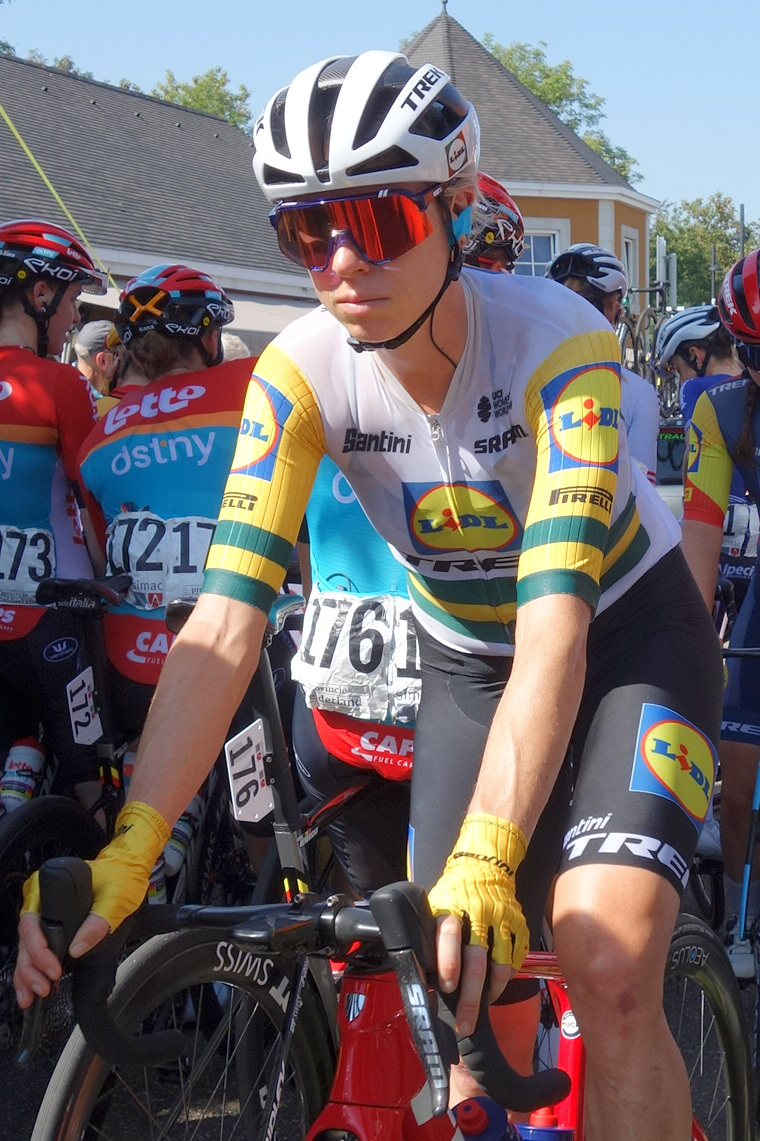
In de Australische kampioenstrui in 2023.

2018
1e etappe Herald Sun Tour
Eind- en bergklassement Herald Sun Tour
2019
Gravel and Tar La Femme
1e en 5e etappe Ronde van de Gila
Eind- en bergklassement Ronde van de Gila
2e etappe Tour de Feminin - O cenu Českého Švýcarska
2020
Race Torquay
2022
Grand Prix de Chambéry
2023
 Australisch kampioen op de weg, elite
2025
 Australisch kampioen tijdrijden
Bergklassement Wielerweek van Valencia
3e etappe Ronde van de Pyreneeën

### Resultaten in voornaamste wedstrijden
| Jaar | Ronde van Italië | Ronde van Frankrijk | Ronde van Spanje |
| ---- | ---------------- | ------------------- | ---------------- |
| 2018 |                  |                     |                  |
| 2019 |                  |                     |                  |
| 2020 | 59e              |                     |                  |
| 2021 | opgave           |                     |                  |
| 2022 | 28e              |                     | 11e              |
| 2023 |                  |                     |                  |
| 2024 | 22e              |                     | 43e              |
| 2025 | 43e              | opgave              |                  |

| Jaar | Gent-Wevelgem | Ronde van Vlaanderen | Amstel Gold Race | Luik-Bast.‑Luik | Waalse Pijl |  | WK op de weg |
| ---- | ------------- | -------------------- | ---------------- | --------------- | ----------- |  | ------------ |
| 2018 | opgave        | opgave               |                  | 31e             | 19e         |  | 54e          |
| 2019 | 82e           | 35e                  | 28e              |                 | 9e          |  | 39e          |
| 2020 |               | 40e                  |                  | 56e             | 48e         |  | 32e          |
| 2021 |               | 29e                  | 44e              | 25e             | 22e         |  |              |
| 2022 |               | 9e                   |                  | 58e             | 50e         |  | 21e          |
| 2023 | opgave        |                      |                  |                 |             |  | opgave       |
| 2024 |               |                      | opgave           |                 |             |  | 38e          |
| 2025 |               |                      | 13e              |                 |             |  |              |

## Ploegen
- 2018 –  Team TIBCO - SVB (vanaf 11 februari)
- 2019 –  Team TIBCO - SVB
- 2020 –  FDJ Nouvelle-Aquitaine Futuroscope
- 2021 –  FDJ Nouvelle-Aquitaine Futuroscope
- 2022 –  FDJ Nouvelle-Aquitaine Futuroscope
- 2023 –  Trek-Segafredo
- 2024 –  Lidl-Trek
- 2025 –  UAE Team ADQ

Albrecht · Bruderer · Buss · Chapman · Cobb · Drexel · Grant · Jackson · Malseed · Newsom · Ryan · Scandolara · Tetrick · Williams
Albrecht · Bruderer · Chapman · Cobb · Dixon · Drexel · Guarnier · Jackson · Kessler · Lucas · Malseed · Marcolini · Newsom · Ryan · Slik · Stephens
Borgli · Chapman · Duval · Fahlin · Gillow · Grossetête · Guilman · Kitchen · Le Net · Muzic · Uttrup Ludwig · Wiel
Borgli · Cavalli · Chapman · Duval · Fahlin · Grossetête · Guilman · Kitchen · Le Net · Muzic · Uttrup Ludwig · Wiel
Borgli · Brown · Cavalli · Chapman · Copponi · Duval · Fahlin · Grossetête · Guazzini · Guilman · Le Net · Muzic · Uttrup Ludwig · Wiel
Bäckstedt · Balsamo · Brand · Chapman · Deignan · Hanson · Klein · Knibb (vanaf 1/6) · Longo Borghini · Realini · Sanguineti · Spratt · van Anrooij · van Dijk (zwangerschapsverlof) · Wiles (tot 14/7)
van Anrooij · Bäckstedt · Balsamo · Brand · Chapman · Copponi · Deignan · van Dijk · Hanson · A. Holmgren · I. Holmgren · Klein · Longo Borghini · Moors · Realini · Sanguineti · Sharp · Spratt · Wilson-Haffenden
al Sayegh · Amialiusik · Bäckstedt · Bertizzolo · Blasi (vanaf 14/5) · Chapman · Gasparrini · Gillespie · Holden · Ivanchenko · Longo Borghini · Magnaldi · Marturano · Neumanová · Persico · van Rooijen · Squiban · Swinkels · Włodarczyk